# Cirneco do Etna
O cirneco do Etna[Nota] (em italiano:  Cirneco dell’Etna) é uma raça quase desconhecida fora da Itália, já que permaneceu isolada na Sicília por praticamente 2 000 anos. Em 1939 foi reconhecida como raça. Comum aos cães de raças antigas, estes têm dificuldade de adaptação ao mundo urbano, pois precisam de constante atividade e são difíceis de adestrar, embora sejam vistos como animais muito fiéis. Podendo pesar até 12 kg, tem como peculiaridade as grandes orelhas largas e eretas, o longo pescoço e a cabeça estreita.